# Tony Tan
Tony Tan Keng Yam (chinês tradicional: 陳慶炎, chinês simplificado: 陈庆炎, pinyin: Chén Qìngyán (Singapura, 7 de fevereiro de 1940 ) é um banqueiro, matemático e político singapurense. Foi o 7.º presidente do seu país de 1 de setembro de 2011 até 31 de agosto de 2017.

## Biografia
Tan licenciou-se em física na Universidade Nacional de Singapura,, e obteve o doutoramento em matemática aplicada pela Universidade de Adelaide. Regressou à Universidade Nacional de Singapura onde deu conferências de matemática.
Em 1969 deixou a universidade para se dedicar à atividade privada como banqueiro. Fê-lo até 1979, quando começou uma carreira política.
Até 1 de julho de 2011, foi diretor executivo e vice-presidente da Government of Singapore Investment Corporation (GIC) e presidente da Singapore Press Holdings Limited (SPH), una empresa dedicada aos mass media. Também desempenhou cargos de presidente da Fundação Nacional de Investigação de Singapura e de vice-presidente do Conselho de Investigação, Inovação e Empreendedorismo.
Em agosto de 2011 Tan venceu as eleições presidenciais por uma margem de 0,34%. Tomou posse como o 7.º presidente de Singapura em 1 de setembro de 2011.